# Старый Петергоф

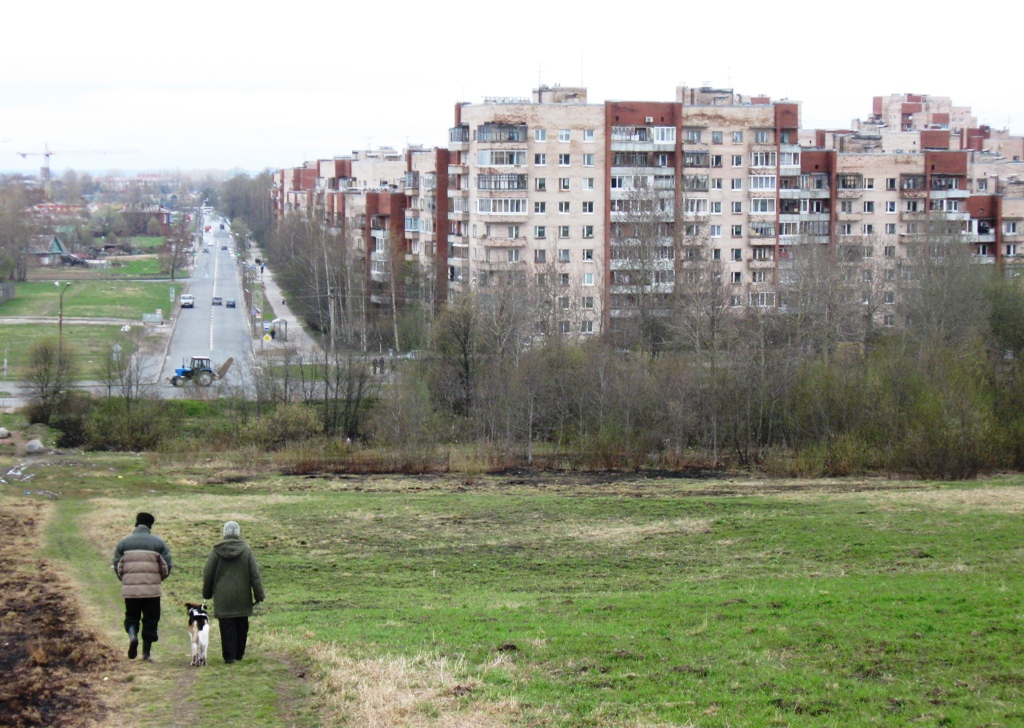
23-й квартал Старого Петергофа — самый крупный по численности населения микрорайон Петергофа

Старый Петергоф — западная часть города Петергофа с одноимённой станцией Октябрьской железной дороги.

## История

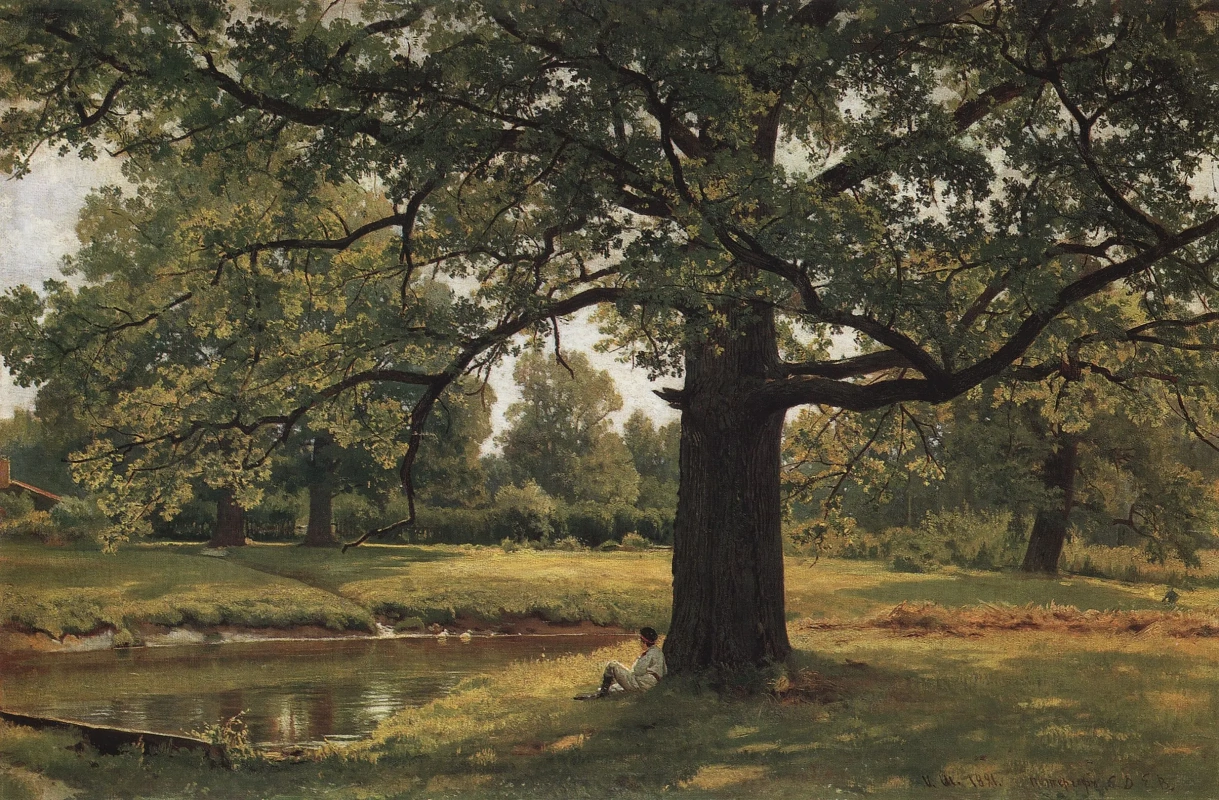
«Дубы в Старом Петергофе» (1891). Иван Шишкин

Здесь в XVIII веке находилось поселение дворцовых крестьян — строителей резиденции, которая должна была располагаться западнее нынешнего Нижнего парка в районе нынешней Купеческой гавани. Однако к 1710-м центр ансамбля был перенесен к востоку, на место современного Нижнего парка, и появилось новое, более восточное поселение строителей. Эти слободы получили название соответственно Старый и Новый Петергоф.
С екатерининских времен между Старым и Средним Петергофом разбит самый большой парк Петергофа — Английский парк.
Во время Второй мировой войны в 1941 году Красной армии удалось удержать фронт в Старом Петергофе, дальнейшее продвижение вермахта на запад было остановлено, и здесь в течение всей блокады Ленинграда располагался восточный край Ораниенбаумского плацдарма.

## Современное состояние
На северо-западе Старого Петергофа расположена усадьба Лейхтенбергских и Собственная дача, на севере — усадьба Ольденбургского.

## Список исторических улиц Старого Петергофа
- Улица Веденеева (Петергоф)
- Спортивная улица (Петергоф)
- Бобыльская дорога (Петергоф)
- Бульвар Красных Курсантов (Петергоф)
- Собственный проспект (Петергоф)
- Петергофская улица (Петергоф)